# Människans skelett

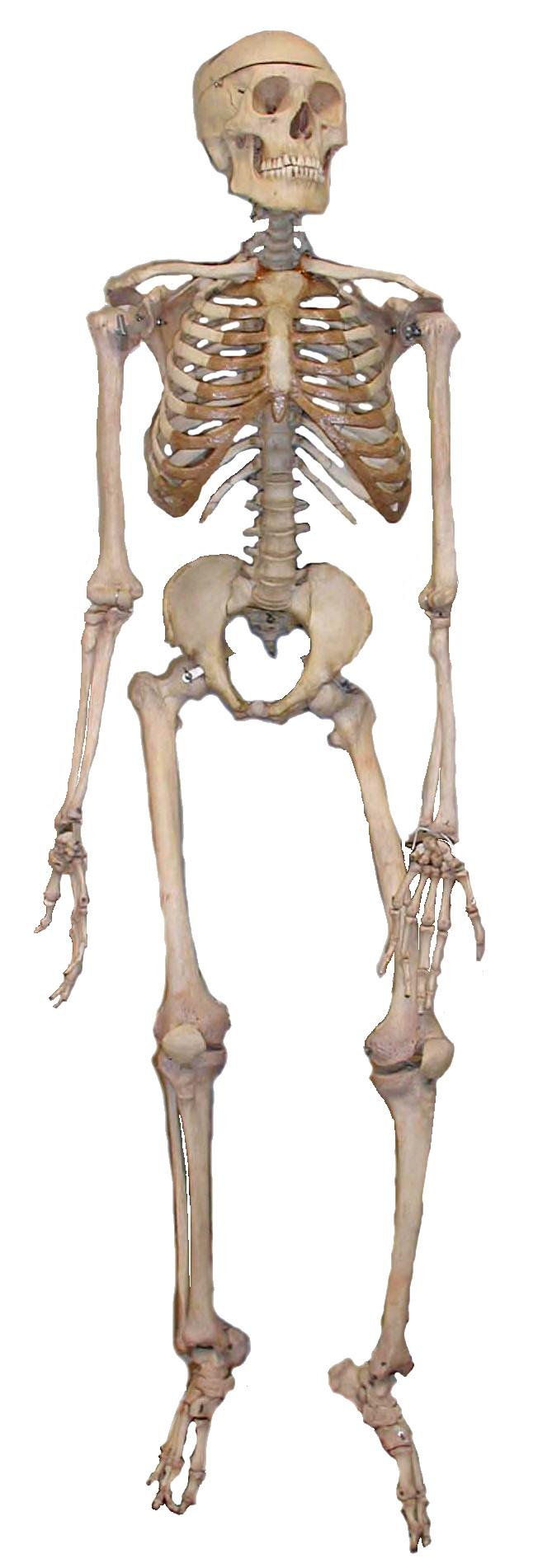
Mänskligt skelett

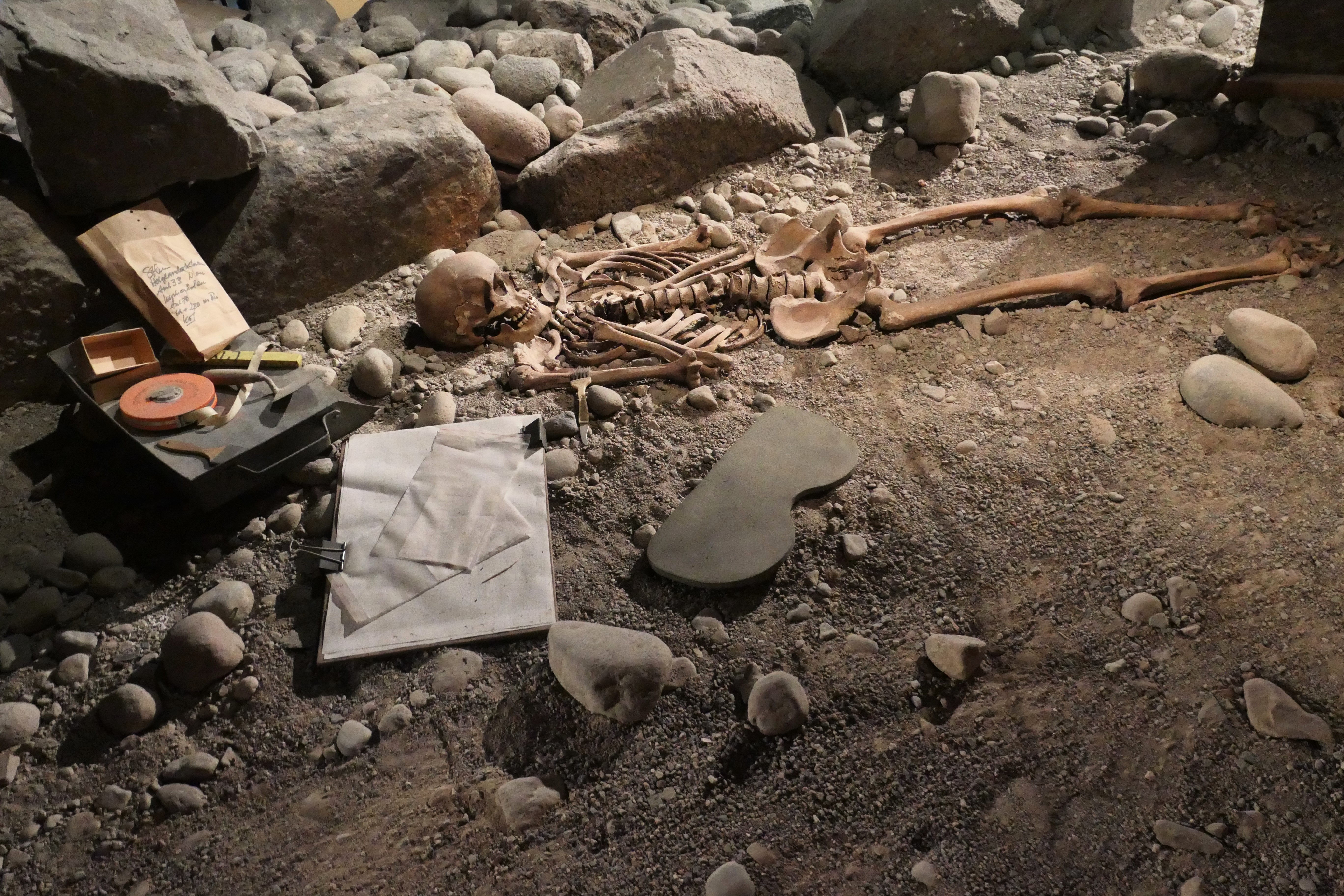
Ett mansskelett på Helgeandshusets kyrkogård. Kyrkogården är ett av tre fornminnen under Norrbro på Helgeandsholmen i Stockholm.

Människans skelett är det skelett som håller uppe och stöder kroppen hos människor. 
En vuxen människas skelett består av 206 till 220 ben, beroende på hur man räknar. De längsta och tyngsta benen är lårbenen; det minsta är stigbygeln i örat. Skelettet utgör runt 18 procent av kroppsvikten. Ett nyfött barn har cirka 300 ben i kroppen, och en del av dem växer sedan samman under uppväxten.

## Kategorisering
Man kan göra flera distinktioner vad gäller olika delar av skelett:
1. Anatomiskt: Inre skelett (endoskelett) och yttre skelett (exoskelett)
2. Funktionellt: Axialskelett, till exempel skalle, bröstkorg och ryggrad, och extremitetsskelett, förutom benen även gördlarna.
3. Material: Hydrostatiskt skelett, dermalben
4. Form: Långa ben (ossa longa), korta ben (ossa brevia), platta ben (ossa plana) och lufthaltiga ben (ossa pneumatica)
5. Placering: Kotor (i ryggraden)

## Uppbyggnad
En vuxen människa har drygt 206 ben. En fullvuxen människa har under sin uppväxt utvecklat omkring 350 ben, varav flera har vuxit ihop under den mänskliga utvecklingen från tidig ålder.
En naturlig variation finns exempelvis med avseende på de så kallade sesamben som kan sitta inuti senor. Dessutom beror antalet på hur man räknar. Antalet ben minskar med åldern. Skallbenen är inte helt ihopväxta vid födseln (se fontanell). Bäckenet kan räknas som ett, tre, fem, sex eller till och med åtta ben(delar). Några människor har extra revben och andra saknar ett revben. Hos en nyfödd människa kan kroppen fortfarande ha upp till 300 enskilda ben, varav de flesta växer ihop under de första levnadsåren.
Den centrala axeln i skelettet är ryggraden. Den bildar tillsammans med kraniet, revbenen och bröstbenet axialskelettet. 
Till detta är extremitetsskelettet fästat: I första ledet skulder- och bäckengördlarna som utgör stöd för armar och ben.
| Människans skelett | Människans skelett |                           |
| ------------------ | --- | ------------------------- |
| Människans skelett | \| 1. \| Pannben \| os frontale \| \| 2. \| Hjässben \| os parietale \| \| 3. \| Tinningben \| os temporale \| \| 4. \| Nackben \| os occipitale \| \| 5. \| Okben \| os zygomaticum \| \| 6. \| Överkäksben \| maxilla \| \| 7. \| Underkäksben \| mandibula \| \| 8. \| Halskota \| vertebrae cervicales \| \| 9. \| Näsben \| ossa nasalia \| \| 10. \| Bröstben \| sternum \| \| 11. \| Överarmsben \| humerus \| \| 12. \| Armbågsben \| ulna \| \| 13. \| Strålben \| radius \| \| 14. \| Ländkotor \| vertebrae lumbales \| \| 15. \| Höftben \| os coxae \| \| 16. \| Korsben \| os sacrum \| \| 17. \| Lårbenshuvud \| caput femoris \| \| 18. \| Lårben \| os femoris \| \| 19. \| Knäskål \| patella \| \| 20. \| Skenben \| tibia \| \| 21. \| Vadben \| fibula \| \| 22. \| Stora trochanter \| tronchanter major \| \| 23. \| Inre lårbenskondyl \| condylus medialis femoris \| \| 24. \| "Skrovlighet på skenben" \| tuberositas tibiae \| \| 25. \| Nyckelben \| clavicula \| \| 26. \| "Överarmsbenets trissa" \| trochlea humeri \| \| 27. \| Olekranon \| Olecranon \| \| 28. \| Revben \| costae \| \| 29. \| Skulderblad \| scapula \| |                           |
| 1.                 | Pannben | os frontale               |
| 2.                 | Hjässben | os parietale              |
| 3.                 | Tinningben | os temporale              |
| 4.                 | Nackben | os occipitale             |
| 5.                 | Okben | os zygomaticum            |
| 6.                 | Överkäksben | maxilla                   |
| 7.                 | Underkäksben | mandibula                 |
| 8.                 | Halskota | vertebrae cervicales      |
| 9.                 | Näsben | ossa nasalia              |
| 10.                | Bröstben | sternum                   |
| 11.                | Överarmsben | humerus                   |
| 12.                | Armbågsben | ulna                      |
| 13.                | Strålben | radius                    |
| 14.                | Ländkotor | vertebrae lumbales        |
| 15.                | Höftben | os coxae                  |
| 16.                | Korsben | os sacrum                 |
| 17.                | Lårbenshuvud | caput femoris             |
| 18.                | Lårben | os femoris                |
| 19.                | Knäskål | patella                   |
| 20.                | Skenben | tibia                     |
| 21.                | Vadben | fibula                    |
| 22.                | Stora trochanter | tronchanter major         |
| 23.                | Inre lårbenskondyl | condylus medialis femoris |
| 24.                | "Skrovlighet på skenben" | tuberositas tibiae        |
| 25.                | Nyckelben | clavicula                 |
| 26.                | "Överarmsbenets trissa" | trochlea humeri           |
| 27.                | Olekranon | Olecranon                 |
| 28.                | Revben | costae                    |
| 29.                | Skulderblad | scapula                   |

## Benvävnad
Det finns två typer av benvävnad: Det starka och emaljliknande ytterbenet och det lätta, inre porösa benet. Tillsammans ger de en kombination av styrka och lätthet.
Hos det nyfödda barnet bildas skelettet av brosk som hårdnar allteftersom mineralämnen lagras i vävnaden. I vissa delar av människokroppen (till exempel ytterörat) behåller vävnaden en hög grad av elasticitet, i mellankotsskivorna bildas något hårdare s.k. fiberbrosk medan det till exempel i näsan och i anslutning till lederna bildas mycket hårt hyalinbrosk.

## Leder
För att människan inte ska ramla ihop måste benen möta varandra. De gör de i lederna som hålls på plats av senor och muskler. Lederna delas upp efter de rörelser som de medger:
1. Gångjärnsled (till exempel i armbågen)
2. Plan led (till exempel i foten)
3. Konkylärled (till exempel i knät)
4. Vridled (till exempel i halsen)
5. Ellipsoidled (till exempel i handleden)
6. Sadelled (till exempel i fotleden)(enl. Axelsons anatomi för massörer sitter kroppens enda sadelled mellan metacarpal och carpalbenen digiti I (tummen))
7. Kulled (till exempel axeln)